# Bolsover (distretto)
Bolsover è un distretto del Derbyshire, Inghilterra, Regno Unito, con sede nella città omonima.
Il distretto fu creato con il Local Government Act 1972, il 1º aprile 1974 dalla fusione del distretto urbano di Bolsover con il distretto rurale di Blackwell e il distretto rurale di Clowne.

## Parrocchie civili
Le parrocchie del distretto sono:
- Ault Hucknall
- Barlborough
- Blackwell
- Clowne
- Elmton
- Glapwell
- Newton
- Old Bolsover
- Pinxton
- Pleasley
- Scarcliffe
- Shirebrook
- South Normanton
- Tibshelf
- Whitwell

Tra le altre località ci sono: Broadmeadows, Hilcote, Langwith, Old Blackwell, Newton, Palterton, Shirebrook, South Normanton and Westhouses.